# División de Ascenso de Chile
La División de Ascenso de Chile fue un torneo de fútbol creado en 1943 por la Asociación Central de Football para crear un sistema de ascensos y descensos en el profesionalismo del balompié chileno, aunque el único que logró el ascenso efectivo a la Primera División fue Iberia en 1945.
Junto con la Serie B y a la División de Honor Amateur, la División de Ascenso fue antecesora de la Primera B de Chile, la segunda categoría del fútbol profesional chileno.
A fines de 1945 su organización pasó a la Asociación de Football de Santiago, lo que hizo que la división perdiera toda fuerza para exigir los ascensos a Primera División.

## Historia

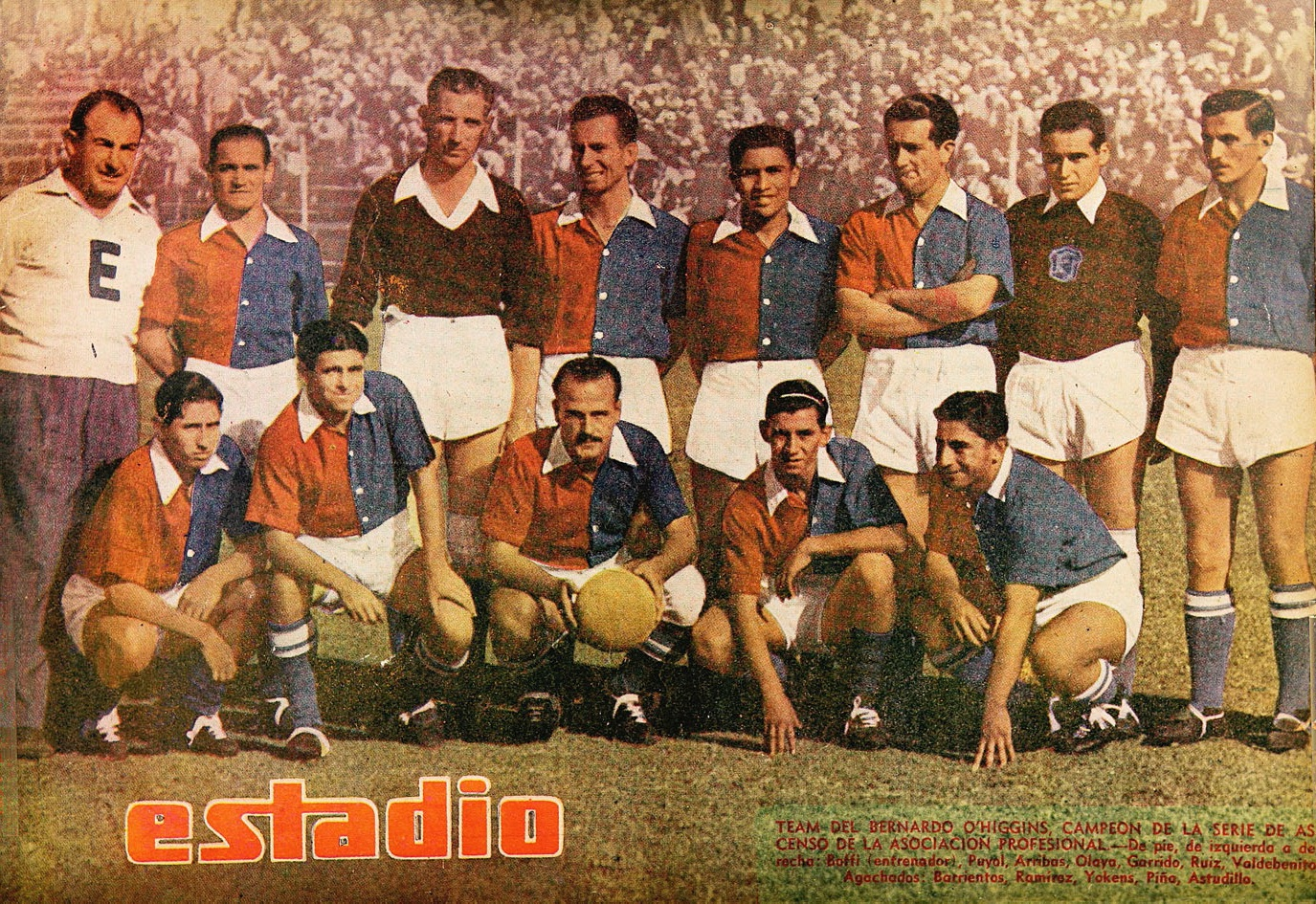
Bernardo O'Higgins, campeón de 1944.

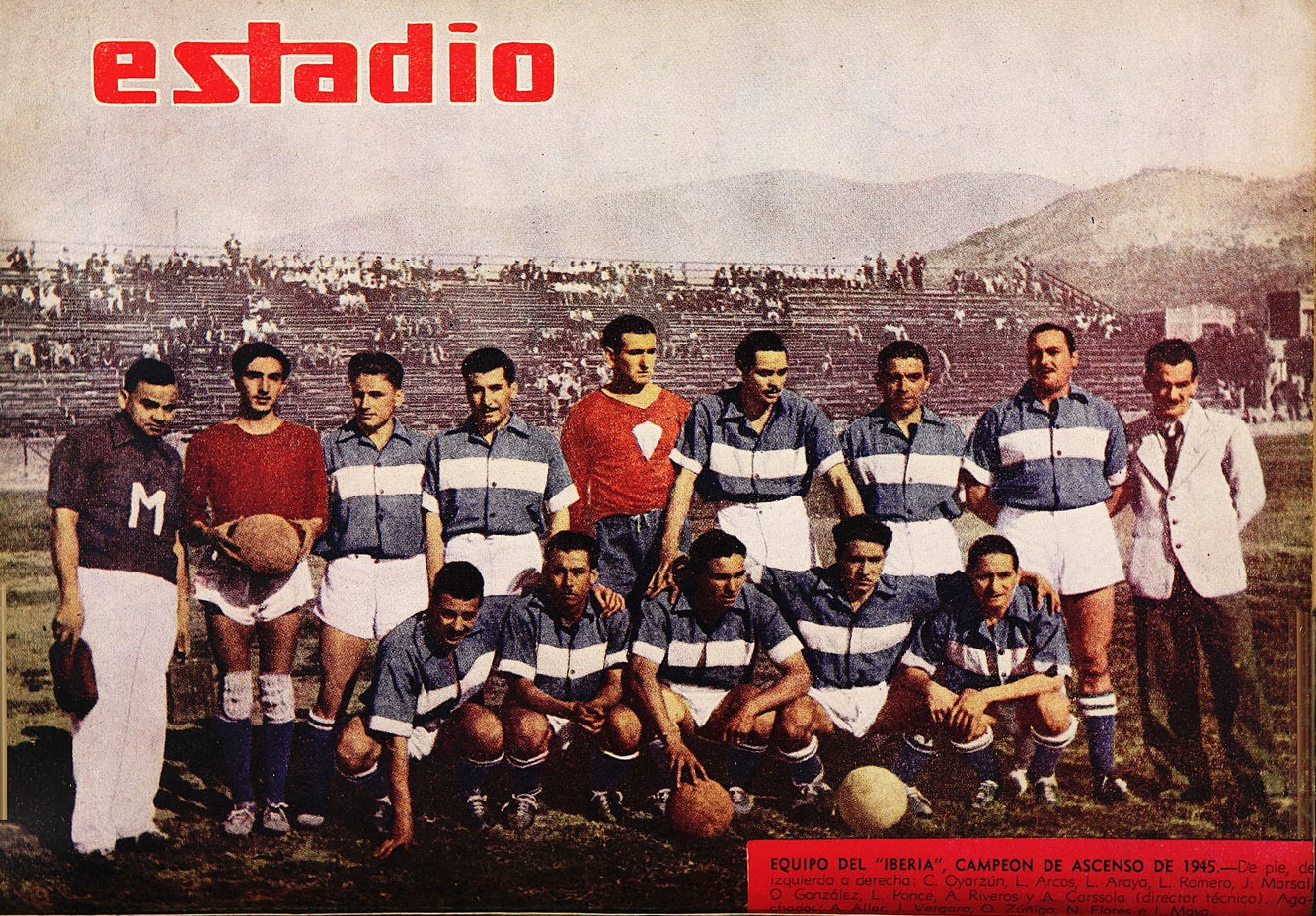
Iberia, campeón de 1945.

En una decisión de la Asociación Central de Football, el 24 de febrero de 1943 nació la División de Ascenso para crear un sistema de ascensos y descensos en el fútbol profesional, bajo iniciativa de Gilberto Lizana, Isidro Corbinos, Eugenio Velasco y Julián San Miguel.
El campeón de la primera edición fue Maestranza Central, sin embargo, ese año no hubo ascenso. En 1944 el reglamento indicaba que el último equipo de la Primera División o División de Honor y el campeón del Ascenso debían disputar un encuentro para mantenerse o subir de categoría. Después de alzar el título de 1944 Bernardo O'Higgins tuvo que disputar la promoción con Badminton, penúltimo del campeonato profesional de ese año. Luego de un primer partido impugnado por Bernardo O'Higgins, ya que Badminton alineó al castigado Carlos Atlagic, un empate 1-1 mantuvo a ambos equipos en sus categorías, ya que para ascender Bernardo O'Higgins necesariamente debía ganar.
En 1945 se definió el ascenso y descenso automático. El campeón Iberia ingresó a la máxima categoría nacional, pero los clubes votaron por la permanencia de Badminton en la división de honor, por lo que para 1946 la Primera División subió sus participantes de 12 a 13 clubes.
El 14 de diciembre de 1945 la Federación de Football de Chile acordó derivar la división a la Asociación de Football de Santiago, lo que hizo que la división perdiera toda fuerza para exigir los ascensos a Primera División. Su úlitmo campeonato fue en 1951.

## Historial
| Temporada                                                | Campeón                                                  | Subcampeón                                               |                                                          |
| División de Ascenso de la Asociación Central de Football | División de Ascenso de la Asociación Central de Football | División de Ascenso de la Asociación Central de Football | División de Ascenso de la Asociación Central de Football |
| -------------------------------------------------------- | -------------------------------------------------------- | -------------------------------------------------------- | -------------------------------------------------------- |
| 1943                                                     | Maestranza Central                                       | Metropolitano                                            |                                                          |
| 1944                                                     | Bernardo O'Higgins                                       | Iberia                                                   |                                                          |
| 1945                                                     | Iberia                                                   | Bernardo O'Higgins                                       |                                                          |
| División de Ascenso Amateurizada                         |                                                          |                                                          |                                                          |
| 1946                                                     | Fortín Mapocho                                           |                                                          |                                                          |
| 1947                                                     | Ferroviarios                                             |                                                          |                                                          |
| 1948                                                     | Ferroviarios                                             |                                                          |                                                          |
| 1949                                                     | Copal y Flecha                                           |                                                          |                                                          |
| 1950                                                     | Cuarta Zona                                              |                                                          |                                                          |
| 1951                                                     | Cuarta Zona                                              |                                                          |                                                          |

### Palmarés
| Equipo             | Títulos | Subcampeonatos | Años campeonatos |
| ------------------ | ------- | -------------- | ---------------- |
| Ferroviarios       | 2       |                | 1947, 1948       |
| Cuarta Zona        | 2       |                | 1950, 1951       |
| Bernardo O'Higgins | 1       | 1              | 1944             |
| Iberia             | 1       | 1              | 1945             |
| Maestranza Central | 1       |                | 1943             |
| Fortín Mapocho     | 1       |                | 1945             |
| Copal              | 1       |                | 1946             |
| Flecha             | 1       |                | 1946             |
| Metropolitano      |         | 1              |                  |